# ميلتون ميتز
ميلتون ميتز (بالإنجليزية: Milton Metz)‏ هو مقدم برامج إذاعية أمريكي، ولد في 1921 في كليفلاند في الولايات المتحدة، وتوفي في 12 يناير 2017.